# Kőváralja
Kőváralja, falu Romániában, Máramaros megyében.

## Fekvése
Máramaros megyében, Nagysomkúttól délre fekvő település.

## Története
Kőváralja nevét az oklevelek 1555-ben említik mint a Drágffy család tagjainak birtokát. A falu 1555-től a kővári uradalomhoz tartozott, s annak sorsában osztozott. Az 1800-as évekig a település neve Varalyu volt.
A trianoni békeszerződés előtt Szatmár vármegye Nagysomkúti járásához tartozott.

## Nevezetességek
- Görögkatolikus temploma 1846-ban épült.